# محطة قطار بيتربورو
محطة قطار بيتربورو (بالإنجليزية: Peterborough railway station)‏‏ هي محطة قطار في بيتربرة في المملكة المتحدة، تُشغلها قطارات إيست ميدلاند. افتُتحت هذه المحطة في أغسطس 1850، ويبلغ عدد مسارات أرصفتها 7.